# Délégué du gouvernement fédéral pour la Culture et les Médias
Pour les articles homonymes, voir BKM.
Le délégué du Gouvernement fédéral à la culture et aux médias (Beauftragte der Bundesregierung für Kultur und Medien, BKM) est un délégué du Gouvernement fédéral allemand chargé de la politique culturelle de la Fédération. La fonction a été créée en 1998 et est exercée par Wolfram Weimer depuis 2025.
Il est également ministre d’État auprès du chancelier fédéral (Staatsminister bei dem Bundeskanzler ou bei der Bundeskanzlerin). Ces deux fonctions sont fréquemment confondues et il est couramment appelé le ministre d’État à la culture (Kulturstaatsminister), mais ses attributions ne forment pas un portefeuille ministériel et il n’est pas membre du Gouvernement fédéral. Son domaine de compétence est relativement restreint, car la politique culturelle est principalement une compétence des Länder.

## Statut et attributions
Le délégué est également secrétaires d’État parlementaire auprès du chancelier fédéral (parlamentarische Staatssekretär bei dem Bundeskanzler) avec le titre de ministre d’État (Staatsminister bei dem Bundeskanzler).
Il constitue une administration fédérales suprême, et dispose d’environ 190 fonctionnaires localisés à Bonn et à Berlin. Il dispose pour l’année 2007 d’un budget légèrement supérieur à 1 milliard d’euros.
Il est chargé :
- de la subvention d’institutions et de projets culturels de portée nationale ;
- du développement et de la modernisation de la législation en matière de création artistique ;
- de la garantie d’un secteur médiatique libre et pluraliste ;
- du financement de la culture à Berlin ;
- de projets de monuments commémoratifs ;
- de la subvention de l’industrie cinématographique ;
- de l’attributions de nombreux prix et bourses, dont le prix du film allemand et le prix du Scénario allemand.

Il exerce la tutelle :
- des Archives fédérales ;
- de l’Institut fédéral pour l’histoire et la culture des Allemands d’Europe orientale ;
- du délégué fédéral à la documentation des services de sécurité d’État de l’ancienne République démocratique allemande (BStU) ;
- de la Bibliothèque nationale allemande (DBN) ;
- de la Fondation pour la recherche sur la dictature du SED.

Son action est contrôlée par la commission de la culture et des médias du Deutscher Bundestag.

## Liste depuis 1998
| Nom | Nom                 | Dates du mandat  | Dates du mandat  | Parti  | Chancelier       |
| --- | ------------------- | ---------------- | ---------------- | ------ | ---------------- |
|     | Michael Naumann     | octobre 1998     | janvier 2001     | SPD    | Gerhard Schröder |
|     | Julian Nida-Rümelin | janvier 2001     | 22 octobre 2002  | SPD    | Gerhard Schröder |
|     | Christina Weiss     | 22 octobre 2002  | 22 octobre 2005  | Sans   | Gerhard Schröder |
|     | Bernd Neumann       | 22 octobre 2005  | 17 décembre 2013 | CDU    | Angela Merkel    |
|     | Monika Grütters     | 17 décembre 2013 | 8 décembre 2021  | CDU    | Angela Merkel    |
|     | Claudia Roth        | 8 décembre 2021  | 6 mai 2025       | Grünen | Olaf Scholz      |
|     | Wolfram Weimer      | 6 mai 2025       | en cours         | Sans   | Friedrich Merz   |